# Muscle long extenseur radial du carpe
Le muscle long extenseur radial du carpe (ou muscle long radial ou muscle premier radial externe) est un muscle allongé et aplati de l'avant-bras. Il fait partie des muscles latéraux et superficiels de la loge antebrachiale postérieure.
C'est l'un des trois muscles latéraux de l'avant-bras avec les muscles brachio-radial et court extenseur radial du carpe.

## Origine
Le muscle long extenseur radial du carpe se fixe  sur le bord latéral de l'humérus, juste en dessous de l'insertion du muscle brachioradial et sur le septum intermusculaire latéral du bras. 

## Trajet
Le muscle long extenseur radial se dirige verticalement sur le bord latéral de l'avant bras.
Ses fibres se terminent au tiers supérieur de l'avant-bras par un tendon plat, qui longe le bord latéral du radius. Le tendon passe sous le muscle long abducteur du pouce et le muscle court extenseur du pouce. puis sous le retinaculum des muscles extenseurs dans la partie latérale du compartiment des extenseurs avec le muscle court extenseur radial du carpe, immédiatement derrière l'apophyse styloïde du radius.

## Terminaison
Le muscle long extenseur radial se termine sur le tubercule latéral de la base du deuxième métacarpien.

## Innervation
Le muscle long extenseur radial est innervé par le nerf du muscle long extenseur radial du carpe branche du nerf radial.

## Action
Le muscle long extenseur radial du carpe est extenseur et abducteur du poignet.

## Galerie

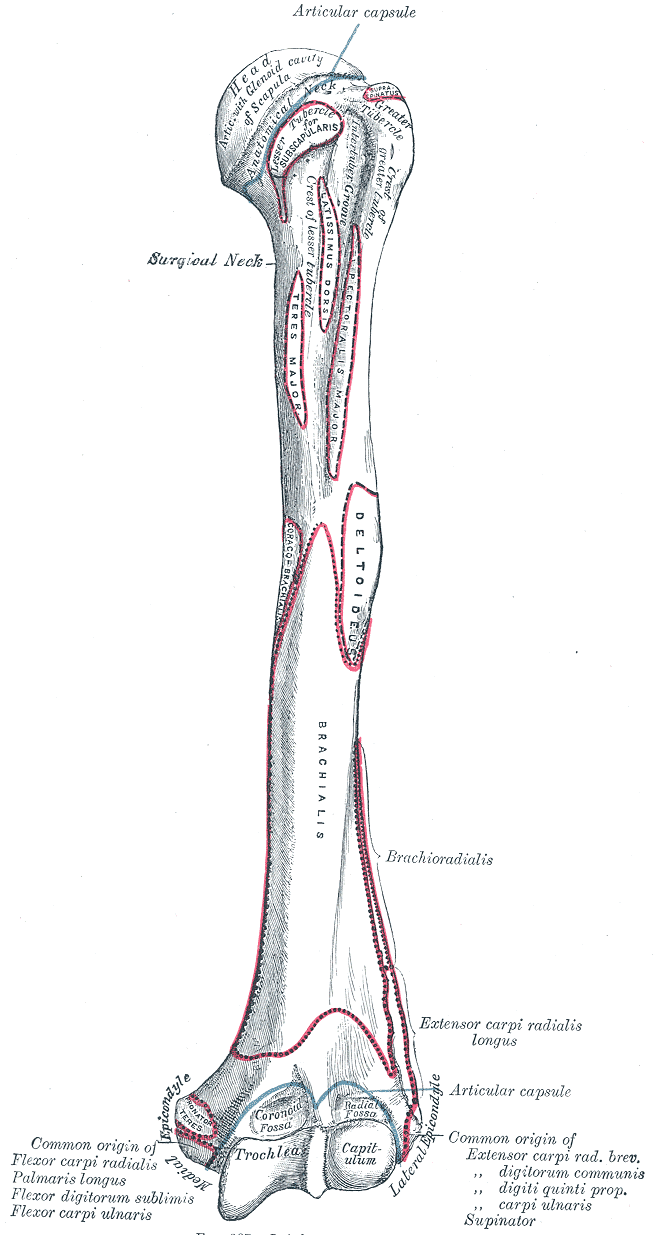
Insertion humérale du muscle long extenseur radial du carpe (extensor carpi radialis longus).
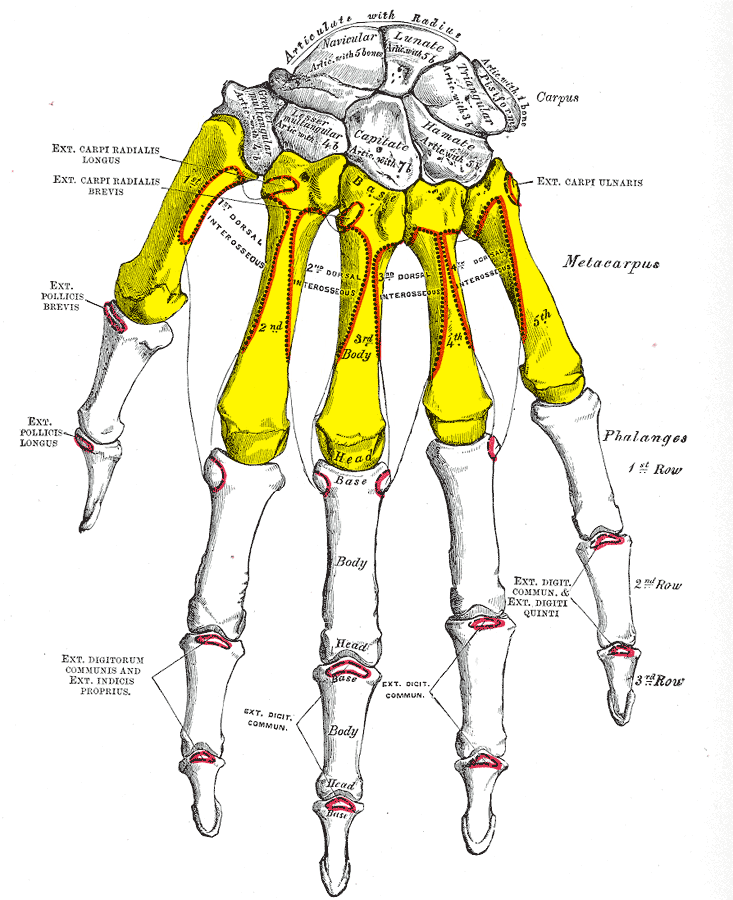
Insertion sur le deuxième métacarpien du muscle long extenseur radial du carpe (extensor carpi radialis longus).